# Eriocaulon benthamii
Eriocaulon benthamii är en gräsväxtart som beskrevs av Carl Sigismund Kunth. Eriocaulon benthamii ingår i släktet Eriocaulon och familjen Eriocaulaceae. Inga underarter finns listade i Catalogue of Life.